# Childhood Autism Rating Scale
Childhood Autism Rating Scale (CARS) is een test die ontwikkeld is voor het onderzoek naar autisme. Het onderzoek wordt afgenomen door een onderzoeker, waarbij op 15 gedragsaspecten punten (variërend van 1 tot en met 4) gegeven kunnen worden.
De aspecten zijn:
- omgang met mensen
- imitatievermogen
- affectieve reacties
- lichaamsgebruik
- omgang met speelgoed
- aanpassingsvermogen
- visuele reactie
- auditieve reactie
- reacties nabijheidszintuigen
- angstreacties
- verbale communicatie
- non-verbale communicatie
- activiteitsniveau
- cognitief niveau
- algemene indruk.